# Gedser Fyr
Gedser Fyr er et fyrtårn på den sydligste del af Falster på Gedser Odde. Det er Danmarks sydligste fyrtårn.
Fyret har haft en vigtig rolle, da Gedser Rev altid har været farlig for skibe, der ønskede at sejle syd om Falster. Gedser Rev Fyrskib blev etableret i 1895 for at gøre dette lettere.
Det er muligt at få rundvisninger i fyret, hvilket udføres i samarbejde med Museum Lolland-Falster.

## Historie
Det oprindelige tårn blev opført i 1801 og taget i brug året efter. Fyret var oprindeligt trækulsfyret og kunne ses på 10 kilometers afstand, men i 1846 blev det udskiftet med 12 vægelamper. I 1851 blev fyret forhøjet og der blev installeret faste linser.
 I 1896 blev lyset i tårnet udskiftet med petroleum. Under en storm i 1905 blev fyret ødelagt og ved genopbygningen blev tårnet forhøjet og linser blev udskiftet med et roterende linseapparat. Petroleum blev brugt til lys frem til 1943, hvor det blev ændret til elektrisk lys. Det elektriske lys kan ses 48 km væk.